# Emmanuel Mudiay
Emmanuel Mudiay, né le 5 mars 1996 à Kinshasa en République démocratique du Congo, est un joueur américano-congolais de basket-ball. Il mesure 1,91 m et évolue au poste de meneur.

## Jeunesse
Emmanuel Mudiay est né le 5 mars 1996 à Kinshasa, au Zaïre (aujourd’hui la République démocratique du Congo) de Jean-Paul Mudiay et Thérèse Kabeya. Son père est mort alors qu’il était tout petit, et la famille a été extrêmement troublée par la Seconde Guerre du Congo. Il vivait sous la menace constante de l’instabilité dans la région, tandis que sa mère ne cultivait que suffisamment de café et de légumes pour subvenir à leurs besoins. En 2001, Kabeya et ses fils ont demandé l’asile aux États-Unis et se sont finalement échappés. Il parlait principalement français à son arrivée aux États-Unis, mais son frère aîné a dit : « Nous nous sentons comme des Américains. ».

## Carrière

### Carrière junior
Au cours de sa première saison, Emmanuel Mudiay a joué à Grace Preparatory Academy à Arlington, au Texas, où il a joué aux côtés d’Isaiah Austin, qui est devenu un centre universitaire d’élite avant d’être diagnostiqué avec le syndrome de Marfan. Il a marqué 16 points lors de la finale de classe 4A du TAPPS 2011, aidant l’équipe à battre les doubles champions de Westbury Christian School avec un score de 42-37.
Il a été transféré à la Prime Prep Academy à Dallas, au Texas, avec l’entraîneur-chef Ray Forsett pour ses dernières saisons au lycée. Le programme a été mis à l’étude à la suite de l’inadmissibilité de Karviar Sheperd et Jordan Mickey, deux étudiants d’élite potentiels. Après d’excellentes saisons avec Prime Prep, Mudiay a été classé deuxième meilleure recrue de sa classe par Rivals.com. Il a également été présenté comme un choix possible numéro un dans le repêchage de la NBA 2015.
Il s’est engagé à jouer pour l’équipe masculine de basketball des Mustangs de SMU le 24 août 2013 en raison de la perspective d’être entraîné par Larry Brown, qui a précédemment remporté un titre de la NBA avec les Pistons de Detroit. Il a choisi SMU plutôt que d’autres possibilités avec les universités d'Arizona, de Baylor, du Kansas, et du Kentucky.
Au cours de l’été 2014, Mudiay a pris la décision de renoncer à l’université et de jouer à l’étranger après avoir envisagé de jouer dans l’Association chinoise de basket-ball. Le mouvement a attiré des comparaisons avec Brandon Jennings, qui a fait un choix similaire,.

### Carrière professionnelle

#### Guangdong Southern Tigers (2014-2015)
Le 22 juillet 2014, Emmanuel Mudiay a signé un contrat d’un an de 1,2 million de dollars avec les Guangdong Southern Tigers dans le championnat chinois,. Le 5 décembre 2014, Will Bynum a été signé par Guangdong pour remplacer Mudiay blessé mais qui n'est pas retiré de l'effectif. Il n'a disputé que 10 matches de saison régulière en raison d'un retour de blessure tardif le 1er mars 2015 lors du match 3 des demi-finales contre les Beijing Ducks. Il a également joué le match 4 mais Guangdong a perdu la série 3-1. En 12 matchs au total (10 en saison régulière et deux éliminatoires), Mudiay a obtenu en moyenne 18,0 points, 6,3 rebonds, 5,9 passes et 1,6 interceptions par match.

#### Nuggets de Denver (2015-fév. 2018)
Emmanuel Mudiay est drafté lors de la Draft 2015 de la NBA en 7e position par les Nuggets de Denver. Il dispute la NBA Summer League 2015 avec les Nuggets et il est nommé dans la All-NBA Summer League Second team. Le 31 juillet 2015, il a signé un contrat de 2 ans de 6,3 millions de dollars avec les Nuggets. Il a fait ses débuts pour les Nuggets lors du premier match de la saison contre les Rockets de Houston le 28 octobre 2015, enregistrant 17 points et 9 passes décisives dans une victoire de 105-85. Il a débuté lors des 23 premiers matches de la saison avant de se faire une entorse à la cheville droite le 11 décembre 2015 l'éloignant ainsi des parquets pour 14 matches. Il revient le 10 janvier 2016 contre les Hornets de Charlotte, inscrivant 11 points et 6 passes décisives pour une victoire 95-92. Le 11 février 2016, il est sélectionné en remplacement de Patrick Beverley, blessé, pour participer au Skills challenge lors du NBA All-Star Game 2016. Le 23 mars 2016, il enregistre 27 points et 11 rebonds et il inscrit le panier de la victoire sur le buzzer depuis le milieu du terrain face aux 76ers de Philadelphie (104-103). À l'issue de la saison, il est nommé dans la All-Rookie Second team.
Emmanuel Mudiay participe à la NBA Summer League 2016 avec les Nuggets. Lors de la pré saison, il se blesse à la cheville le 14 octobre 2016 face aux Warriors de Golden State. Le 6 novembre 2016, il inscrit 24 points lors du premier quart temps face aux Celtics de Boston. Le 16 janvier 2017, face au Magic d'Orlando, il réalise 13 passes décisives, son record en carrière. Il a débuté 41 matches lors de la première moitié de la saison avant d'être envoyé sur le banc et de sortir de la rotation jusqu'à la fin de la saison 2016-2017.
Lors de la saison 2017-2018, il ne débute aucun match avec les Nuggets et participe à 42 matches.

#### Knicks de New York (fév. 2018-2019)
Le 8 février 2018, Emmanuel Mudiay a été acquis par les Knicks de New York en échange de Doug McDermott et d’un second tour de draft, dans le cadre d’un échange de trois équipes avec les Nuggets et les Mavericks de Dallas. Lors de ses débuts pour les Knicks, trois jours plus tard, il a inscrit 14 points et délivré 10 passes lors de la défaite de 121–113 contre les Pacers de l'Indiana.
Deux jours avant le début de la saison 2018-2019, il s’est foulé la cheville droite à l'entraînement, une blessure qui l’a mis de côté pendant plus de deux semaines. Le 14 décembre 2018, il inscrit son record en carrière soit 34 points face aux Hornets de Charlotte. Le 25 janvier 2019, on lui diagnostique une blessure à l'épaule gauche, entraînant ainsi un arrêt de deux semaines. Il revient à la compétition le 22 février 2019 face aux Timberwolves du Minnesota après avoir manqué 12 matchs. Il manque les deux derniers matches de la saison régulière en raison d'une douleur à l'épaule. À l'issue de la saison, en fin de contrat avec les Knicks, il n'est pas conservé par la franchise.

#### Jazz de l'Utah (2019-2020)
Le 3 juillet 2019, il signe une saison au Jazz de l'Utah. Dans une interview, peu après sa signature avec le Jazz, on lui a demandé précisément pourquoi il avait choisi de signer avec cette franchise et il a déclaré qu’il « peut le regarder (Mike Conley) comme un grand frère et qu’il peut me servir de mentor ». "Beaucoup de joueurs qui sont venus ici se sont développés et se sont améliorés et c’est quelque chose que je voulais faire." Il a également déclaré qu’il n’avait jamais joué dans les playoffs et c’est quelque chose qu’il voulait faire. Durant la saison 2019-2020, il dispute 54 matches de saison régulière (dont seulement deux en tant que titulaire) avec une moyenne par match de 7,3 points, 2,2 passes, 2,3 rebonds et 0,4 interceptions. Il dispute également trois matches lors des Playoffs 2020.
Le 21 novembre 2020, il devient agent libre car le Jazz ne le re signe pas.
Mudiay n'arrive pas à retrouver une place en NBA et ne joue pas de la saison 2020-2021.
Le 3 août 2021, il est inclus dans le roster des Trail Blazers de Portland pour participer à la NBA Summer League 2021.

#### Žalgiris Kaunas (août - nov. 2021)
Il rejoint, en août 2021, le Žalgiris Kaunas, champion de Lituanie qui participe à l'Euroligue,. Le Žalgiris et Mudiay rompent le contrat début novembre 2021. Mudiay a obtenu en moyenne 7,4 points, 3,2 passes décisives et 2,2 rebonds sur 5 matchs avec le club.

#### Kings de Sacramento (déc. 2021)
Le 22 décembre 2021, il s'engage pour dix jours en faveur des Kings de Sacramento.

## Clubs successifs
- 2014 - 2015 :  Guangdong Southern Tigers (CBA)
- 2015 - fév. 2018 :  Nuggets de Denver (NBA)
- fév. 2018 - 2019 :  Knicks de New York (NBA)
- 2019 - 2020 :  Jazz de l'Utah (NBA)
- août - nov. 2021 :  Žalgiris Kaunas
- décembre 2021 :  Kings de Sacramento (NBA)

## Palmarès

### Universitaire
- McDonald's All-American (2014)
- First-team Parade All-American (2014)

### NBA
- NBA All-Rookie Second Team (2016)

## Statistiques NBA

### Saison régulière
| Saison    | Équipe   | Matchs | Titul. | Min./m | % Tir | % 3pts | % LF | Rbds/m. | Pass/m. | Int/m. | Ctr/m. | Pts/m. |
| --------- | -------- | ------ | ------ | ------ | ----- | ------ | ---- | ------- | ------- | ------ | ------ | ------ |
| 2015-2016 | Denver   | 68     | 66     | 30,4   | 36,4  | 31,9   | 67,0 | 3,41    | 5,47    | 0,96   | 0,51   | 12,82  |
| 2016-2017 | Denver   | 55     | 41     | 25,6   | 37,7  | 31,5   | 78,4 | 3,24    | 3,95    | 0,75   | 0,24   | 10,96  |
| 2017-2018 | Denver   | 42     | 0      | 17,9   | 40,1  | 37,3   | 80,8 | 2,24    | 2,88    | 0,50   | 0,10   | 8,55   |
| 2017-2018 | New York | 22     | 14     | 22,4   | 36,8  | 19,6   | 68,6 | 2,64    | 3,86    | 0,91   | 0,32   | 8,82   |
| 2018-2019 | New York | 50     | 42     | 27,2   | 44,6  | 32,9   | 77,4 | 3,32    | 3,86    | 0,73   | 0,32   | 14,80  |
| 2019-2020 | Utah     | 54     | 2      | 15,7   | 46,2  | 34,5   | 75,9 | 2,33    | 2,15    | 0,44   | 0,19   | 7,31   |
| Carrière  | Carrière | 300    | 165    | 23,9   | 40,1  | 32,3   | 74,4 | 2,95    | 3,80    | 0,71   | 0,29   | 10,99  |

Mise à jour le 29 octobre 2020

### Playoffs
| Saison   | Équipe   | Matchs | Titul. | Min./m | % Tir | % 3pts | % LF | Rbds/m. | Pass/m. | Int/m. | Ctr/m. | Pts/m. |
| -------- | -------- | ------ | ------ | ------ | ----- | ------ | ---- | ------- | ------- | ------ | ------ | ------ |
| 2020     | Utah     | 3      | 0      | 11,2   | 35,7  | 66,7   | 50,0 | 2,00    | 0,67    | 0,00   | 0,33   | 4,33   |
| Carrière | Carrière | 3      | 0      | 11,2   | 35,7  | 66,7   | 50,0 | 2,00    | 0,67    | 0,00   | 0,33   | 4,33   |

Mise à jour le 24 octobre 2020

## Records sur une rencontre en NBA
Les records personnels d'Emmanuel Mudiay en NBA sont les suivants, :
| Type de statistique        | Saison régulière | Saison régulière            | Saison régulière | Playoffs | Playoffs            | Playoffs     |
| Type de statistique        | Record           | Adversaire                  | Date             | Record   | Adversaire          | Date         |
| -------------------------- | ---------------- | --------------------------- | ---------------- | -------- | ------------------- | ------------ |
| Points                     | 34               | @ Hornets de Charlotte      | 14 décembre 2018 | 7        | Nuggets de Denver   | 21 août 2020 |
| Paniers marqués            | 14               | @ Hornets de Charlotte      | 14 décembre 2018 | 3        | Nuggets de Denver   | 21 août 2020 |
| Paniers tentés             | 23               | 2 fois                      | 2 fois           | 7        | @ Nuggets de Denver | 19 août 2020 |
| Paniers à 3 points réussis | 4                | 5 fois                      | 5 fois           | 1        | 2 fois              | 2 fois       |
| Paniers à 3 points tentés  | 8                | Pistons de Détroit          | 12 novembre 2016 | 2        | @ Nuggets de Denver | 19 août 2020 |
| Lancers francs réussis     | 10               | 2 fois                      | 2 fois           | 1        | @ Nuggets de Denver | 17 août 2020 |
| Lancers francs tentés      | 12               | Heat de Miami               | 30 mars 2019     | 2        | @ Nuggets de Denver | 17 août 2020 |
| Rebonds offensifs          | 3                | 2 fois                      | 2 fois           | 1        | @ Nuggets de Denver | 17 août 2020 |
| Rebonds défensifs          | 10               | 76ers de Philadelphie       | 23 mars 2016     | 4        | Nuggets de Denver   | 21 août 2020 |
| Rebonds totaux             | 11               | 76ers de Philadelphie       | 23 mars 2016     | 4        | Nuggets de Denver   | 21 août 2020 |
| Passes décisives           | 13               | Magic d'Orlando             | 16 janvier 2017  | 1        | 2 fois              | 2 fois       |
| Interceptions              | 5                | @ Timberwolves du Minnesota | 3 novembre 2016  | -        | -                   | -            |
| Contres                    | 2                | 13 fois                     | 13 fois          | 1        | @ Nuggets de Denver | 19 août 2020 |
| Balles perdues             | 11               | @ Rockets de Houston        | 28 octobre 2015  | 1        | Nuggets de Denver   | 21 août 2020 |
| Minutes jouées             | 46               | Raptors de Toronto          | 18 novembre 2016 | 14       | @ Nuggets de Denver | 19 août 2020 |

- Double-double : 7
- Triple-double : 0

Dernière mise à jour : 22 janvier 2021